# Chef d'État de facto

Le chef d'État de facto est un poste politique qui remplit les fonctions d'un chef d'État. Si légalement il ne l'est pas, il agit toutefois en son nom pendant son absence, ou lorsque le chef d'État est dit de jure. Quoique l'expression « chef d'État de facto » n'ait pas de portée constitutionnelle, elle est utilisée d'une manière informelle dans les monarchies du Commonwealth pour décrire le rôle du gouverneur général.
Les monarchies qui font partie du Commonwealth sont légalement des monarchies constitutionnelles, elles partagent toutefois le même monarque, celui qui règne au Royaume-Uni. Les gouverneurs généraux sont donc les représentants du monarque dans leur État, de qui ils détiennent tous leurs pouvoirs, leurs fonctions et leurs devoirs.

## Statut constitutionnel d'un chef d'Étatde facto
Les chefs d'État de facto ont habituellement certaines caractéristiques qui leur sont communes :
- Le monarque est inscrit dans la loi constitutionnelle, habituellement comme un élément de la législature ;
- Le pouvoir exécutif peut être assumé par le monarque, ou par le gouverneur général au nom du monarque ;
- Le gouverneur général est nommé par le monarque ;
- Le gouverneur général prête serment au monarque ;
- Les lettres de créance ou les lettres de rappel sont reçues ou produites au nom du monarque. Au Canada, toutefois, les lettres de créance et de rappel réfèrent au monarque, mais sont produites au nom du gouverneur général.

## Convention diplomatique
Quoiqu'un chef d'État de facto ne soit pas nécessairement traité comme un chef d'État au niveau international, il est traité comme un chef d'État lorsqu'il est en visite d'État, non pas selon les conventions diplomatiques, mais par courtoisie. Le palais de Buckingham a par le passé suggéré que lorsqu'un gouverneur général voyage à l'étranger, il le fait en tant que représentant direct de la reine, et, ainsi, il doit être traité comme la reine le serait.
Généralement, lorsque le gouverneur général est présent à un événement, il est aux conventions diplomatiques que le diplomate en visite ou le chef d'État lève son verre au « roi » ou à la « reine », pas au gouverneur général et sans nécessaire référence subséquente à celui-ci.